# Tropidosteptes commissuralis
Tropidosteptes commissuralis är en insektsart som först beskrevs av Reuter 1908.  Tropidosteptes commissuralis ingår i släktet Tropidosteptes och familjen ängsskinnbaggar. Inga underarter finns listade i Catalogue of Life.